# Nati nel 1343
| Questa pagina contiene informazioni ricavate automaticamente dalle voci biografiche con l'ausilio del template Bio e di un bot. L'aggiornamento è periodico e automatico e ricostruisce completamente la pagina. Se manca una persona in questa lista, sei pregato di non aggiungerla, ma accertati piuttosto che la sua voce biografica contenga il template Bio e che i dati anagrafici siano correttamente compilati. Se il template Bio manca, inseriscilo tu stesso o, in alternativa, metti l'avviso {{tmp\|Bio}} che ne segnala la mancanza. Se i dati riportati sono sbagliati, correggi direttamente la voce biografica; le modifiche saranno visibili in questa lista entro pochi giorni. Per chiarimenti vedi il progetto biografie. La lista contiene solo le 13 persone che sono citate nell'enciclopedia e per le quali è stato implementato correttamente il template Bio. Pagina aggiornata al 10 ago 2025. |

- 24 giugno - Giovanna di Valois, principessa francese († 1373)
- 19 dicembre - Guglielmo I di Meißen, nobile tedesco († 1407)
- Maso degli Albizi, politico e militare italiano († 1417)
- Geoffrey Chaucer, scrittore e poeta inglese († 1400)
- Chōkei, imperatore giapponese († 1394)
- Giovanni Conversini, umanista e giurista italiano († 1408)
- Costanza d'Aragona, regina († 1363)
- Paolo Alboino della Scala, italiano († 1375)
- Keo Phim Fa, sovrano laotiano († 1438)
- Michele di Lando, politico italiano († 1401)
- Tommaso Mocenigo, politico, diplomatico e militare italiano († 1423)
- Thomas Percy, I conte di Worcester, nobile inglese († 1403)
- Sante da Urbino, religioso italiano († 1394)